# Hala sportowa Akademii im. Jakuba z Paradyża w Gorzowie Wielkopolskim
Hala sportowa Akademii im. Jakuba z Paradyża w Gorzowie Wielkopolskim – obiekt sportowy należący do Akademii im. Jakuba z Paradyża w Gorzowie Wielkopolskim, w skład którego wchodzi pełnowymiarowe boisko do koszykówki. 
Obiekt był użytkowany przez drużynę koszykówki kobiet – AZS AJP Gorzów Wielkopolski. Obecnie pełni rolę hali rezerwowej dla pierwszej drużyny oraz jest użytkowany przez drużyny młodzieżowe tego klubu, uczennice Akademickiego Liceum Mistrzostwa Sportowego i studentów akademii.
W obiekcie znajduje się ponadto siłownia wyposażona w nowoczesny sprzęt sportowy, sala konferencyjna oraz gabinety odnowy biologicznej. Na terenie kompleksu uczelnianego znajduje się parking na około 500 pojazdów.

## Dojazd
- Autobusem (przystanek: Chopina) – liniami 103, 104, 108, 110, 112, 113, 116, 117, 118, 122, 126, 127, 130, 133, 201, 511 i 512